# القديس ألبان
القديس ألبان (بالإنجليزية: Saint Alban) ألبانوس (باللاتينية: Albanus) ويوصف بأنه أول شهيد مسيحي من البريطانيين. يوضع ألبان مع زميليه القديسين يوليوس وهارون بأنهم ثلاثة شهداء سجل في زمن بريطانيا الرومانية (وأطلق اسم «أمفيبالوس» لاحقا على كاهن قيل أنه حماه). وتروي الحكايات المسيحية أنه تم قطع رأسه في مدينة ويرولاميوم الرومانية (وهي الآن بلدة سانت ألبانز الحديثة) في خلال القرن الثالث أو الرابع، وقد احتفل الناس بطائفته هناك منذ العصور القديمة.

## الحكاية
أكثر السجلات المقبولة عن حياته ترجع إلى صفحات التاريخ الكنسي بقلم بيد. وفقا لهذا السجل، فقد كان ألبان وثنيا يعيش في مدينة ويرولاميوم (وهي الآن بلدة سانت ألبانز في هيرتفوردشاير)، وذلك عندما بدأ اضطهاد المسيحيين، وهرب أحد رجال الدين بحياته ولجأ في بيت ألبان. فحماه وأعطاه الأمان، وبعد عدة أيام، تأثر ألبان بمأثرته وتم تعميده. أتى مبعوثو الحاكم لاحقا لتفتيش البيت، وأخفى ألبان نفسه في عباءة ضيفه وسلم نفسه في مكانه. وتم جره أمام الحاكم وتم جلده وحكم عليه بالموت عندما ظل يرفض أن ينكر إيمانه. وعندما قادوه إلى مكان إعدامه، أوقف ألبان مياه أحد الأنهار لكي يعبروا دون أن يبتلوا، وفتح نافورة من الماء لتتدفق على قمة التل الذي قطع به رأسه. وتنصر الذي كان سيعدمه، وعوقب الرجل الذي حل محله بالعمى بعد أن ضربه الضربة القاتلة. ونستطلع من نسخة لاحقة من الأسطورة بأن اسم رجل الدين كان أمفيبالوس، وبأنه رجم حتى الموت مع بعض من رفاقه، بعد ذلك ببضعة أيام في ريدبورن، والتي تبعد أربعة أميال من سانت ألبان. ومن الصعب تحديد بذور الحقيقة تحت هذه الأساطير.